# 二階堂村
二階堂村（にかいどうむら）は奈良県北西部、山辺郡に属していた村。現在は天理市の西部、近鉄天理線沿線。

## 歴史
- 1889年（明治22年）4月1日 - 町村制の施行により、山辺郡上之庄村、荒蒔村、稲葉村、合場村、小島村、嘉幡村、庵治村、備前村、吉田村、九条村、東井戸堂村、西井戸堂村、富堂村、岩室村、田井庄村、前裁村、指柳村、小田中村、杉本村、平等坊村、小路村、喜殿村、上総村、南柳生村、中村、六条村、平群郡北菅田村、南菅田村が合併し、二階堂村が成立。
- 1954年（昭和29年）4月1日 - 丹波市町、朝和村、福住村、柳本町、櫟本町と合併し、天理市が発足。同日二階堂村消滅。

## 交通

### 道路
- 一級国道24号
- 指定県道田原本上野線（現・国道25号）

### 鉄道路線
- 近畿日本鉄道
  - 天理線
    - 二階堂駅 - 前栽駅

## 出身・ゆかりのある人物
- 松田喜一（部落解放運動家）